# يوجين (أوريغون)
يوجين مدينة أمريكية تقع بولاية أوريغون

## التركيبة السكانية
حدّد مكتب تعداد الولايات المتحدة بيانات التركيبة السكانية ليوجين في تعداد الولايات المتحدة. في ما يلي، التركيبة السكانية حسب تعدادي 2000 و2010.

### تعداد عام 2000
بلغ عدد سكان يوجين 137,893 نسمة بحسب تعداد عام 2000، وبلغ عدد الأسر 58,110 أسرة وعدد العائلات 31,297 عائلة مقيمة في المدينة. في حين سجلت الكثافة السكانية 1,204.3 نسمة لكل كيلومتر مربع (3,119.1/ميل2). وبلغ عدد الوحدات السكنية 61,444 وحدة بمتوسط كثافة قدره 536.6 لكل كيلومتر مربع (1,389.8/ميل2).
وتوزع التركيب العرقي للمدينة بنسبة 88.15% من البيض و1.25% من الأمريكيين الأفارقة و0.93% من الأمريكيين الأصليين و3.57% من الأمريكيين ذوي الأصول الآسيوية و0.21% من سكان جزر المحيط الهادئ و2.18% من الأعراق الأخرى و3.72% من عرقين مختلطين أو أكثر و4.96% من الهسبانيون أو اللاتينيون من أي عرق.
بلغ عدد الأسر 58,110 أسرة كانت نسبة 27.5% منها لديها أطفال تحت سن الثامنة عشر تعيش معهم، وبلغت نسبة الأزواج القاطنين مع بعضهم البعض 40.6% من أصل المجموع الكلي للأسر، ونسبة 9.7% من الأسر كان لديها معيلات من الإناث دون وجود شريك، بينما كانت نسبة 3.6% من الأسر لديها معيلون من الذكور دون وجود شريكة وكانت نسبة 46.1% من غير العائلات. تألفت نسبة 31.7% من أصل جميع الأسر من عدة أفراد يعيشون في نفس المنزل ونسبة 9.4% كانت تتألف من شخص يعيش بمفرده يبلغ من العمر 65 عاماً أو أكثر. وبلغ متوسط حجم الأسرة المعيشية 2.27، أما متوسط حجم العائلات فبلغ 2.87.
بلغ العمر الوسطي للسكان 33.0 عاماً. وكانت نسبة 20.2% من القاطنين تحت سن الثامنة عشر، وكانت نسبة 15% بين الثامنة عشر والرابعة والعشرين عاماً، ونسبة 27.7% كانت واقعةً في الفئة العمرية ما بين الخامسة والعشرين والرابعة والأربعين عاماً، ونسبة 21.5% كانت ما بين الخامسة والأربعين والرابعة والستين، ونسبة 11.2% كانت ضمن فئة الخامسة والستين عاماً فما فوق. يوجد لكل 100 أنثى 95.8 ذكر، ويوجد لكل 100 أنثى في الثامنة عشر من عمرها فما فوق 93.7 ذكر.
بلغ متوسط دخل الأسرة في المدينة 35,850 دولارًا، أما متوسط دخل العائلة فبلغ 48,527 دولارًا. وكان متوسط دخل الذكور 35,549 دولارًا مقابل 26,721 دولارًا للإناث. وسجل دخل الفرد الخاص بالمدينة 21,315 دولارًا. وكانت نسبة 8.7% من العائلات ونسبة 17.1% من السكان تحت خط الفقر، وكان من هؤلاء نسبة 15.5% تحت سن الثامنة عشر ونسبة 7.1% في الخامسة والستين من العمر وما فوق.

### تعداد عام 2010
بلغ عدد سكان يوجين 156,185 نسمة بحسب تعداد عام 2010، وبلغ عدد الأسر 66,419 أسرة وعدد العائلات 33,953 عائلة مقيمة في المدينة. في حين سجلت الكثافة السكانية 1,364.1 نسمة لكل كيلومتر مربع (3,533.0/ميل2). وبلغ عدد الوحدات السكنية 69,951 وحدة بمتوسط كثافة قدره 610.9 لكل كيلومتر مربع (1,582.2/ميل2).
وتوزع التركيب العرقي للمدينة بنسبة 85.81% من البيض و1.36% من الأمريكيين الأفارقة و1.03% من الأمريكيين الأصليين و4.02% من الأمريكيين ذوي الأصول الآسيوية و0.23% من سكان جزر المحيط الهادئ و2.88% من الأعراق الأخرى و4.67% من عرقين مختلطين أو أكثر و7.81% من الهسبانيون أو اللاتينيون من أي عرق.
بلغ عدد الأسر 66,419 أسرة كانت نسبة 24.3% منها لديها أطفال تحت سن الثامنة عشر تعيش معهم، وبلغت نسبة الأزواج القاطنين مع بعضهم البعض 37.1% من أصل المجموع الكلي للأسر، ونسبة 10% من الأسر كان لديها معيلات من الإناث دون وجود شريك، بينما كانت نسبة 4% من الأسر لديها معيلون من الذكور دون وجود شريكة وكانت نسبة 48.9% من غير العائلات. تألفت نسبة 33.2% من أصل جميع الأسر من عدة أفراد يعيشون في نفس المنزل ونسبة 10.2% كانت تتألف من شخص يعيش بمفرده يبلغ من العمر 65 عاماً أو أكثر. وبلغ متوسط حجم الأسرة المعيشية 2.24، أما متوسط حجم العائلات فبلغ 2.85.
بلغ العمر الوسطي للسكان 33.8 عاماً. وكانت نسبة 18.2% من القاطنين تحت سن الثامنة عشر، وكانت نسبة 18.7% بين الثامنة عشر والرابعة والعشرين عاماً، ونسبة 26% كانت واقعةً في الفئة العمرية ما بين الخامسة والعشرين والرابعة والأربعين عاماً، ونسبة 24.4% كانت ما بين الخامسة والأربعين والرابعة والستين، ونسبة 12.6% كانت ضمن فئة الخامسة والستين عاماً فما فوق. وتوزع التركيب الجنسي للسكان بنسبة 48.9% ذكور و51.1% إناث.

## المناخ
يظهر الجدول التالي التغييرات المناخية على مدار السنة ليوجين:
| البيانات المناخية لـيوجين           | البيانات المناخية لـيوجين | البيانات المناخية لـيوجين | البيانات المناخية لـيوجين | البيانات المناخية لـيوجين | البيانات المناخية لـيوجين | البيانات المناخية لـيوجين | البيانات المناخية لـيوجين | البيانات المناخية لـيوجين | البيانات المناخية لـيوجين | البيانات المناخية لـيوجين | البيانات المناخية لـيوجين | البيانات المناخية لـيوجين | البيانات المناخية لـيوجين |
| الشهر                               | يناير                     | فبراير                    | مارس                      | أبريل                     | مايو                      | يونيو                     | يوليو                     | أغسطس                     | سبتمبر                    | أكتوبر                    | نوفمبر                    | ديسمبر                    | المعدل السنوي             |
| ----------------------------------- | ------------------------- | ------------------------- | ------------------------- | ------------------------- | ------------------------- | ------------------------- | ------------------------- | ------------------------- | ------------------------- | ------------------------- | ------------------------- | ------------------------- | ------------------------- |
| الدرجة القصوى °ف (°م)               | 69 (21)                   | 78 (26)                   | 80 (27)                   | 89 (32)                   | 95 (35)                   | 102 (39)                  | 106 (41)                  | 108 (42)                  | 103 (39)                  | 94 (34)                   | 76 (24)                   | 68 (20)                   | 108 (42)                  |
| الحد الأقصى المتوسط °ف (°م)         | 59.4 (15.2)               | 62.8 (17.1)               | 68.7 (20.4)               | 76.3 (24.6)               | 84.0 (28.9)               | 89.7 (32.1)               | 97.0 (36.1)               | 96.9 (36.1)               | 91.9 (33.3)               | 78.9 (26.1)               | 64.4 (18.0)               | 58.8 (14.9)               | 100.1 (37.8)              |
| متوسط درجة الحرارة الكبرى °ف (°م)   | 47.2 (8.4)                | 51.1 (10.6)               | 56.2 (13.4)               | 60.8 (16.0)               | 67.0 (19.4)               | 73.2 (22.9)               | 82.3 (27.9)               | 82.8 (28.2)               | 76.9 (24.9)               | 64.2 (17.9)               | 52.2 (11.2)               | 45.6 (7.6)                | 63.4 (17.4)               |
| متوسط درجة الحرارة الصغرى °ف (°م)   | 34.2 (1.2)                | 34.8 (1.6)                | 37.1 (2.8)                | 39.5 (4.2)                | 43.5 (6.4)                | 47.6 (8.7)                | 51.4 (10.8)               | 51.1 (10.6)               | 47.0 (8.3)                | 41.2 (5.1)                | 37.6 (3.1)                | 33.8 (1.0)                | 41.6 (5.3)                |
| الحد الأدنى المتوسط °ف (°م)         | 22.7 (−5.2)               | 23.3 (−4.8)               | 28.7 (−1.8)               | 31.3 (−0.4)               | 34.2 (1.2)                | 38.6 (3.7)                | 43.6 (6.4)                | 43.0 (6.1)                | 37.5 (3.1)                | 29.3 (−1.5)               | 25.7 (−3.5)               | 21.5 (−5.8)               | 16.7 (−8.5)               |
| أدنى درجة حرارة °ف (°م)             | −4 (−20)                  | −3 (−19)                  | 18 (−8)                   | 25 (−4)                   | 28 (−2)                   | 32 (0)                    | 39 (4)                    | 35 (2)                    | 30 (−1)                   | 17 (−8)                   | 12 (−11)                  | −10 (−23)                 | −10 (−23)                 |
| الهطول إنش (مم)                     | 6.87 (174)                | 5.43 (138)                | 4.99 (127)                | 3.33 (85)                 | 2.74 (70)                 | 1.50 (38)                 | 0.54 (14)                 | 0.61 (15)                 | 1.29 (33)                 | 3.25 (83)                 | 7.72 (196)                | 7.83 (199)                | 46.10 (1٬171)             |
| متوسط تساقط الثلوج إنش (سم)         | 0.8 (2.0)                 | 2.4 (6.1)                 | trace                     | 0 (0)                     | 0 (0)                     | 0 (0)                     | 0 (0)                     | 0 (0)                     | 0 (0)                     | 0 (0)                     | 0.2 (0.51)                | 1.5 (3.8)                 | 4.9 (12)                  |
| متوسط أيام هطول الأمطار (≥ 0.01 in) | 17.9                      | 14.9                      | 17.7                      | 14.5                      | 11.7                      | 7.9                       | 3.1                       | 3.2                       | 5.4                       | 11.4                      | 17.9                      | 17.9                      | 143.5                     |
| متوسط الأيام المثلجة (≥ 0.1 in)     | 0.7                       | 1.2                       | 0.1                       | 0                         | 0                         | 0                         | 0                         | 0                         | 0                         | 0                         | 0.1                       | 0.9                       | 3.0                       |
| المصدر: NOAA                        |                           |                           |                           |                           |                           |                           |                           |                           |                           |                           |                           |                           |                           |

## توأمة
ليوجين (أوريغون) اتفاقيات توأمة مع كل من:
- إيركوتسك
- كاتماندو
- كاكيغاوا
- جينجو (10 يناير 1961 - )

## أعلام
- إريك كريستيان أولسن
- ثيودور ستورجيون
- جيم إيكن
- ماك ويلكينز
- روجر تسيان
- ريبيكا شايفر
- كين كيسي